# Kochanica Francuza (powieść)
Kochanica Francuza (ang. The French Lieutenant's Woman) – powieść angielskiego pisarza Johna Fowlesa z 1969 roku. Na jej podstawie w 1981 powstał film pod tym samym tytułem, do którego scenariusz napisał angielski dramaturg Harold Pinter, laureat literackiej nagrody Nobla, a w rolach głównych wystąpili Meryl Streep i Jeremy Irons.
Akcja powieści dzieje się w drugiej połowie XIX wieku w Anglii. Mimo tytułu sugerującego jednego bohatera, książka opowiada historię dwóch osób: Karola Smithsona oraz Sary Woodruff. Dżentelmen – kawaler – Karol Smithson mimo wątpliwości postanawia ożenić się z Ernestyną Freeman – córką bogatego kupca. Podczas pobytu w hrabstwie Dorset poznaje Sarę Woodruff, która w okolicy ma złą sławę "kochanicy Francuza" i niezrównoważonej psychicznie. Sara jest nieszczęśliwie zakochana we francuskim marynarzu, który uwiódł ją i zostawił. Wiktoriańska Anglia z jej rygorystycznymi zwyczajami i manierami jest przeciwstawiona bohaterce, która jest osobą bezkompromisową i postępującą wbrew purytańskim regułom. Smithson zafascynowany jest odkryciami Darwina, dostrzega zakłamanie i pruderię epoki - dlatego "nowoczesność" Sary zaczyna go coraz bardziej pociągać. Sara jest także przeciwstawieniem płytkiej intelektualnie i psychicznie Ernestyny. Jednak reguły społeczne nie dają się łatwo naginać. Fowles pozostawia czytelnika z trzema możliwymi zakończeniami:
- W pierwszym Karol wbrew swej woli poślubia Ernestynę, a dzieje Sary są nieznane.
- W drugim Karol odnajduje Sarę po kilku miesiącach poszukiwań w Londynie, gdzie okazuje się, że ma z nią dziecko. Powieść kończy się prawdopodobnie szczęśliwym związkiem obojga.
- Trzecie możliwe zakończenie ukazuje Karola jako wykorzystanego przez Sarę, która odrzuca go i ukrywa przed nim dziecko, po czym rozchodzą się.